# TK82C

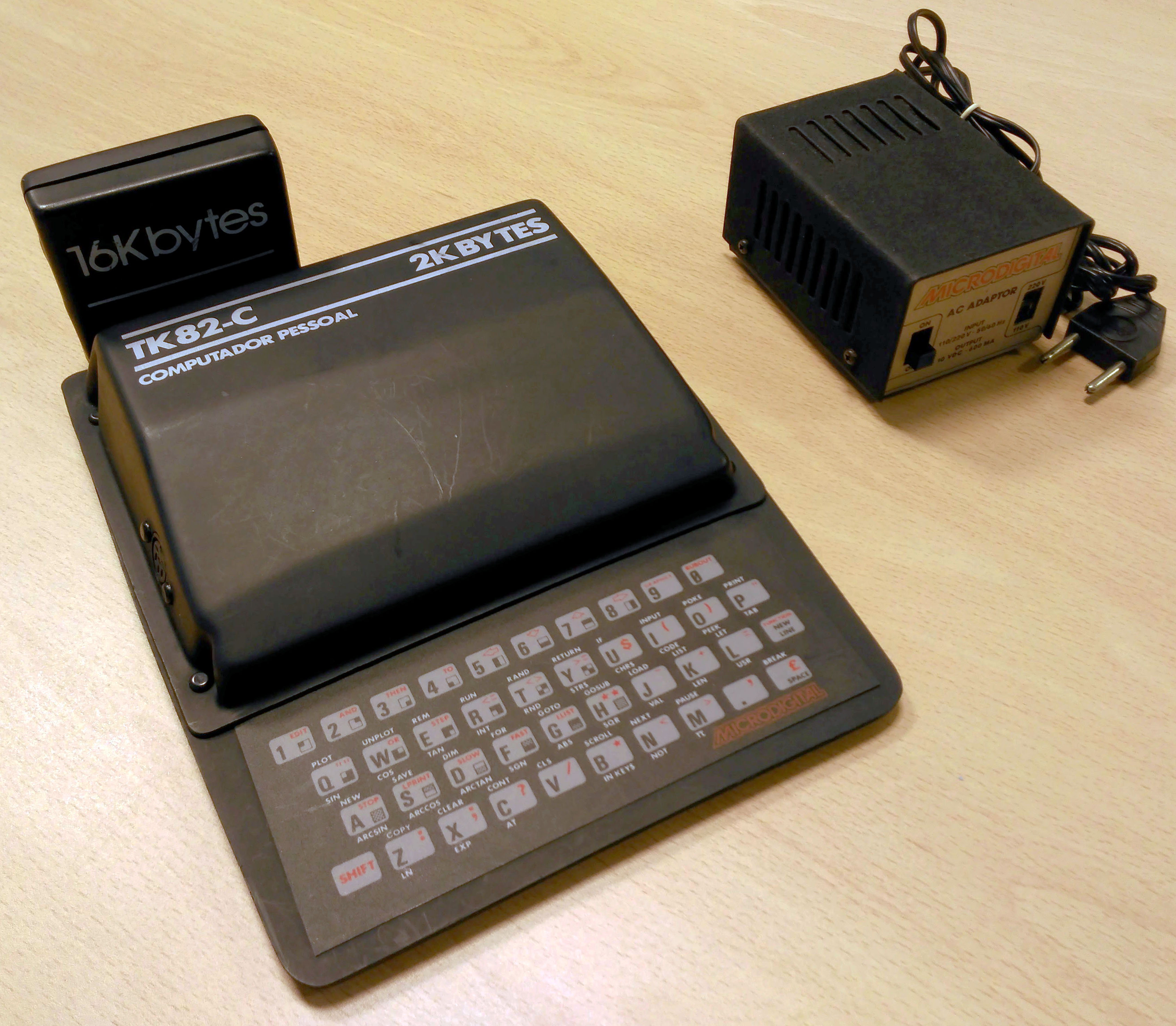
TK82C com Expansão 16KB

O TK82/TK82-C foi um computador doméstico produzido pela empresa brasileira Microdigital Eletrônica, lançado simultaneamente com o TK80 durante a I Feira Internacional de Informática em outubro de 1981, ao preço de Cr$ 79.850,00 (R$ 8.337,86). O TK82C era um clone do ZX81, e seu antecessor, o TK82, que teve vida curta, era uma cópia do ZX80.

## TK82
O TK82 parece ter existido apenas sob forma de protótipo. Embora fosse divulgado como um clone do ZX80 (a ROM especificada numa reportagem da Micro Sistemas em 1982 é de 4 KiB), Tomas Kovari, projetista da Microdigital, o define na mesma matéria como "científico", informando conflitantemente que ele teria funções matemáticas e ponto flutuante, inexistentes no ZX80, mas presentes no ZX81. Portanto, o micro que foi exibido na I Feira Internacional de Informática em 1981, deve ter sido, na verdade, um clone precoce do ZX81.

## Características
- Teclado: teclado de membrana, 40 teclas
- Display:
  - 22 X 32 texto
  - 64 x 44 ("semi-gráfico")
- Expansão:
  - 1 slot (na traseira)
- Portas:
  - 1 saída para TV (modulador RF, canal 3)
  - Interface de cassete
  - 1 soquete DIN para joystick (TK82-C)
- Armazenamento:
  - Gravador de cassete (a 300 bauds)

## Informações gerais
O TK82-C possuía um microprocessador ZILOG Z80A rodando em 3,25 MHz, 2 KiB SRAM e 8 KiB de EPROM com o interpretador BASIC. O teclado era do tipo membrana e seguia o padrão Sinclair. O sinal de vídeo era enviado por um modulador RF sintonizado no canal 3 VHF e apresentava caracteres pretos sobre um fundo branco. A resolução máxima era de 64 × 44 pixels preto e branco, para plotagem gráfica. Havia alguns caracteres especiais (padrões sombreados), úteis para jogos e imagens básicas.
O TK82-C incluía a função SLOW que permitia que o vídeo fosse mostrado durante o processamento (a versão anterior, o TK 82, somente executava em modo FAST, onde a imagem não era exibida durante o processamento). Na verdade, a função SLOW era feita por uma placa de expansão, montada na fábrica sobre a placa principal.
Embora fosse um clone do ZX81, o TK82-C não possuía o chip ULA produzido pela Ferranti, usado no último. Em vez dele, era substituído por uma dúzia de circuitos integrados TTL, o que resultava num consumo maior de energia. Isto podia ser percebido facilmente, pois a carcaça do micro tornava-se bastante quente após alguns minutos de operação.

## Armazenamento de dados
O armazenamento de dados era feito em fitas de áudio num gravador de cassetes a 300 bps, e programas grandes podiam levar até 6 minutos para serem carregados na memória. Cabos de áudio eram fornecidos com o micro, para sua conexão com um gravador comum.
Como o processo de codificação de dados era inteiramente feito por software, algumas adaptações tornaram-se rapidamente disponíveis para disponibilizar velocidades de transferência muito maiores. Gravadores Hi-Fi eram necessários para que estas velocidades maiores fossem utilizadas com um mínimo de confiabilidade.

## Acessórios
- Uma expansão de 16 KiB DRAM foi produzida e, a despeito de ser opcional, tornou-se um item padrão. Pouco depois, foi lançada uma expansão de 48 KiB, mas devido ao preço e ao armazenamento problemático em cassetes, suas vendas nunca foram expressivas.
- O TK82-C apresentava um conector DIN para um joystick (o qual, na realidade, era conectado à matriz do teclado); a Microdigital então lançou um joystick similar ao do Atari 2600, adaptado para poder ser encaixado no soquete DIN.
- Uma diminuta impressora eletrossensível, a TK Printer, clone da ZX Printer, foi anunciada na época do lançamento do TK82-C, mas jamais foi lançada comercialmente.

## Compatibilidade e questões legais
Todos os programas desenvolvidos para o ZX81 podiam ser executados no TK82-C e vice-versa sem qualquer problema, de forma que era bastante comum encontrar-se software vendido no Brasil que nada mais era que cópias piratas de produtos feitos para o ZX81. Todavia, devido a grande popularidade do TK82, uma grande quantidade de software original foi desenvolvido no país, tendo sido a primeira experiência de muitos profissionais de informática no desenvolvimento de programas comerciais.
Em 1983, a Sinclair Research processou a Microdigital Eletrônica por violação de copyright por conta da cópia não-autorizada dos seus produtos. Devido aos meandros políticos da época, ainda sob a vigência da reserva de mercado, a justiça brasileira deu ganho de causa à Microdigital.

## Produtos posteriores
O TK82-C (a letra C significando "Científico") foi substituído pelo TK 83 (que dispunha da função "slow" implementada diretamente no design de sua placa de circuito impresso) e pelo TK 85 (uma versão com 16 KiB RAM e um gabinete semelhante ao do ZX Spectrum), mais robusto e com um design melhor.
A Microdigital produziu posteriormente o TK 90X e o TK 95, os quais eram clones do ZX Spectrum.

## Leitura complementar
- HURLEY, Linda. Programas para jovens programadores :  TK82-83-85 CP200. São Paulo: McGraw-Hill, 1984.
- LIMA, Délio Santos. Aplicações Sérias para TK85 e CP200. São José dos Campos, SP: J.A.C., 1983?
- PIAZZI, Pierluigi e ROSSINI, Flávio. Basic TK. São Paulo: Moderna/Micromega, 1983.
- ROSSINI, Flávio. Linguagem de Máquina para o TK. São Paulo: Moderna/Micromega, 1983.